# Польский военный мемориал

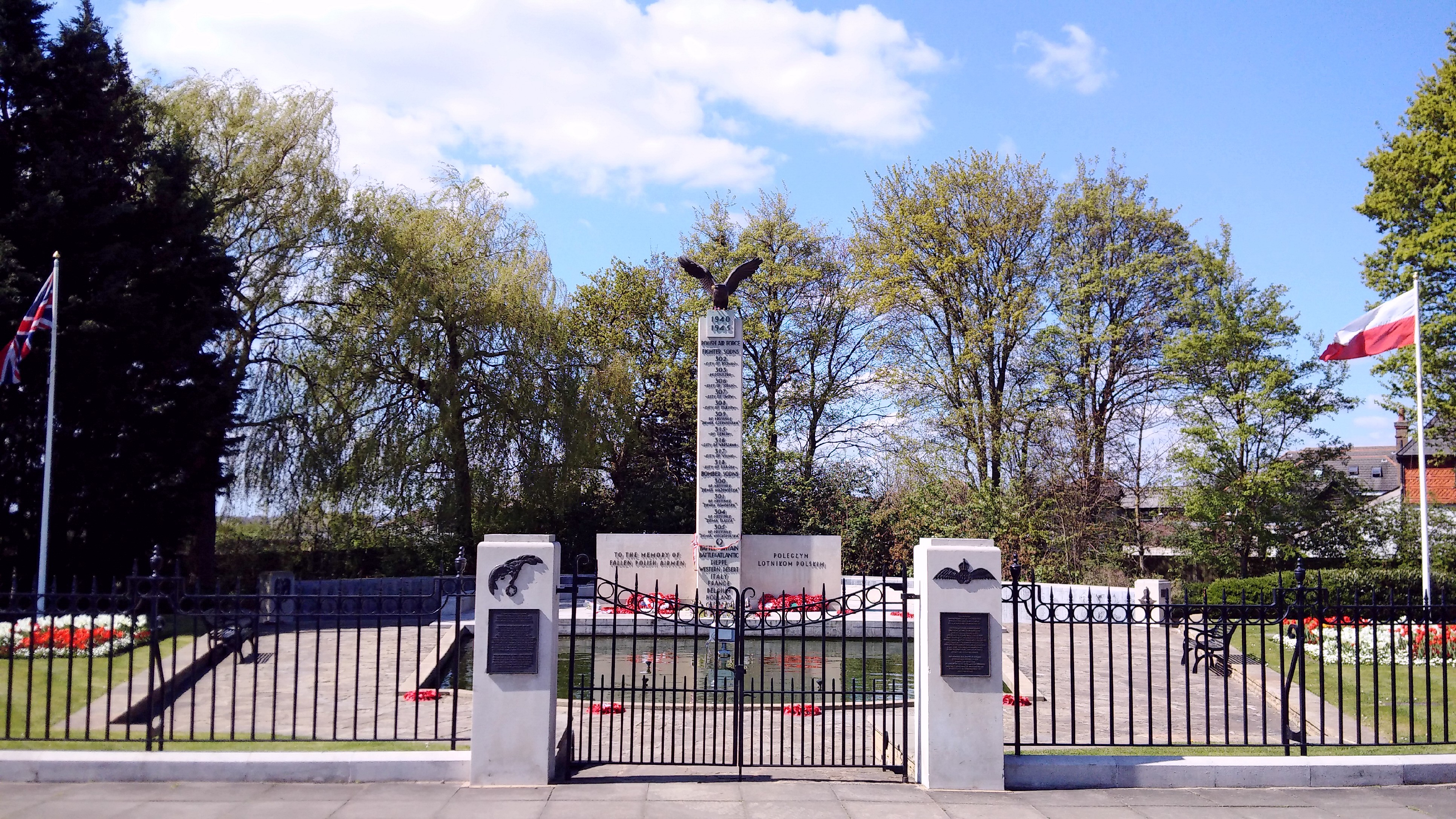
Польский военный мемориал после ремонта 2010 г.

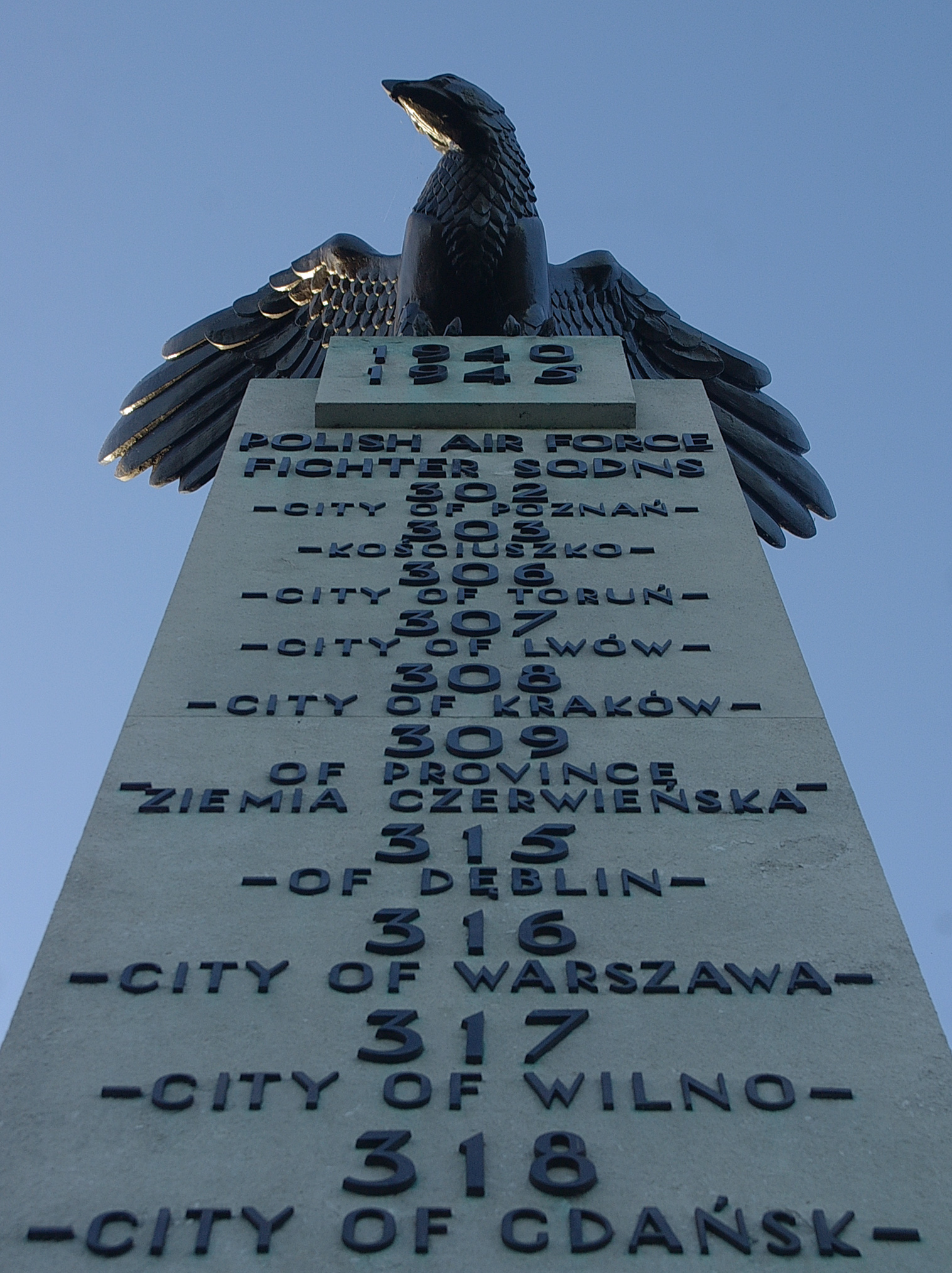
Фрагмент памятника с указанием количества погибших лётчиков и места их довоенной дислокации

Польский военный мемориал (англ. The Polish War Memorial) — мемориал, воздвигнутый в Англии, в честь польских военных лётчиков, внёсших большой вклад в победу союзников во Второй мировой войне (1939—1945) и погибших на Западноевропейском театре военных действий.
Расположен в западном боро Лондона Хиллингдон рядом с авиабазой Королевских военно-воздушных сил Великобритании Нортхолт.

## История
Лётчики польских ВВС, оказавшиеся после начала Второй мировой войны во Франции и Великобритании поддержали союзные державы в борьбе с нацистской Германией. Группа польских офицеров, которые остались в Великобритании после окончания войны, сформировала Польскую ассоциацию военно-воздушных сил и решила возвести мемориал. Комитет, возглавляемый вице-маршалом авиации Изицким, собрал необходимые средства, главным образом, за счёт пожертвований британцев и польских ветеранов войны.
Мемориал был открыт 2 ноября 1948 года начальником штаба ВВС Великобритании лордом А. У. Теддером.
Сооружён по проекту польского скульптора-монументалиста Мечиславом Любельским, который во время войны был интернирован в трудовой лагерь. Мемориал выполнен из портландского камня с бронзовыми надписями и бронзовым орлом наверху, символом польских ВВС.
На памятнике помещёны изображения ряда сцен, изображающих битву за Британию и связанные с ней темы, как военного, так простого жизненного характера того времени. На сценах изображены также вспомогательные работники, которые поддерживали летчиков в битве, в том числе: наблюдатели за вражескими самолетами, наземный технический персонал, женщины, работающие на фабриках боеприпасов и другие.
Центральным участком памятника является барельеф «Схватка», на котором изображены лётчики, бегущие по тревоге к своим самолетам, чтобы перехватить вражеские самолеты и сразиться с ними.
Вокруг памятника находится список большинства польских лётчиков, которые летали с боевыми заданиями во время битвы за Британию. Первоначально планировалось нанести на памятник имена всех польских лётчиков, которые погибли во время службы в годы Второй мировой войны (всего — 2408 человек), однако для этого не хватило места и, в качестве компромисса, были записаны фамилии 1241 пилота, погибших в боевых операциях (не считая жертв лётных происшествий и погибших в тренировочных полётах). Однако, с 1994 по 1996 год во время реставрации и ремонта мемориала были добавлены новые имена, ныне их в общей сложности — 2165.
Мемориал был отремонтирован в 2010 году к 70-летию битвы за Британию. Повторно открыт 18 сентября 2005 года принцем Чарльзом и Камиллой, герцогиней Корнуольской в присутствии более чем 700 людей.
В 1991 и 2004 годах Президенты Польши Лех Валенса и Александр Квасьневский посетили военный мемориал, чтобы возложить венки.